# Japan Post
Japan Post (posteriormente conocido como Japan Post Holding) fue una empresa estatal japonesa que existió entre 2003 y 2007. Fue la mayor compañía de reparto postal de Japón.[cita requerida] Se especializaba en ofrecer servicios postales, paquetería, servicios bancarios y seguros de vida.  
Era la agencia más grande de la nación, con más de 400 000 empleados y administraba 24 700 oficinas de correo en todo Japón.

## Historia
La compañía fue fundada el 1 de abril de 2003, como una corporación pública, reemplazando a la antigua Agencia de Servicios Postales (郵政事業庁 Yūsei Jigyōchō?). La creación de Correos de Japón fue parte del programa de reformas del antiguo primer ministro Junichiro Koizumi que culminaría el 1 de octubre de 2007 con la privatización total de los servicios postales.
La privatización de la compañía, especialmente la división de servicios postales ha sido uno de los asuntos más controvertidos de la última década en Japón. El Gabinete anunció en septiembre de 2003 su plan de dividir la compañía en cuatro unidades —más específicamente servicios postales, banca, seguros de vida y oficinas de correos— y privatizar cada una de ellas en abril de 2007. Numerosos políticos, incluyendo al antiguo primer ministro Koizumi, apoyaron el plan de privatización incluso cuando su postura suponía enfrentarse a una dura oposición de los grandes partidos como el Liberal Democrático y el Partido Democrático de Japón.
El argumento de los opositores a la reforma se centraba en las consecuencias que tendría la misma en términos de cierres de oficinas postales y pérdidas de puestos de trabajo en la corporación con el mayor número de trabajadores de todo Japón. Sin embargo, la posición de la oposición denotaba cierta ambigüedad ya que por otro lado aceptaban el hecho de que la privatización supondría un uso más eficiente de los fondos gestionados por el Servicio Postal del Japón y que repercutiría positivamente en la revitalización  de la economía japonesa, ya que Japan Post administraba el sistema de ahorro postal más grande del mundo y se decía que era el mayor poseedor de ahorros personales en el mundo: con ¥ 224 billones (es decir $2.1 billones) de activos domésticos en sus cuentas de ahorro yū-cho (que es una red interbancaria en Japón)  y ¥ 126 billones ($ 1.2 billón) de activos domésticos en sus servicios de seguro de vida kampo. Sus tenencias representaron el 25 por ciento de los activos de los hogares en Japón. Japan Post también tenía alrededor de 140 billones de yenes (una quinta parte) de la deuda nacional japonesa en forma de bonos del gobierno. Otro argumento utilizado por los defensores de la reforma fue que los Servicios Postales del Japón se habían convertido en una gran fuente de corrupción. Koizumi defendió la privatización como una medida para reducir los gastos y el déficit del Estado.
Cuando la propuesta de privatizar los Servicios Postales del Japón fue rechazada por la cámara alta, el primer ministro Koizumi disolvió la poderosa cámara baja de la Dieta de Japón. Como resultado de esta medida, se llevaron a cabo elecciones generales para la Cámara de Representantes el 11 de septiembre de 2005. Después de ganar estas elecciones, Koizumi obtuvo la mayoría necesaria para aprobar la reforma y realizar la privatización de los Servicios Postales del Japón en el 2007.
En 2010, la privatización se suspendió. El Ministerio de Finanzas Japonesas sigue siendo el único accionista. Sin embargo, el 26 de octubre de 2012, el Gobierno Japonés reveló planes para incluir acciones de Japan Post Holdings Company dentro de tres años, en parte para recaudar dinero para la reconstrucción de áreas devastadas por el Terremoto y tsunami de Japón de 2011.

## Preocupaciones y oportunidades
Existían temores de que la sucursal del servicio postal del Japan Post estaría en desventaja después de su ruptura con las sucursales bancarias y de seguros. Se cree que estaba perdiendo dinero y está simplemente subvencionado por las dos divisiones financieras, que son más rentables. Para cubrir la falta de recursos financieros, muchos observadores abogaron por la diversificación para alcanzar la rentabilidad. Esto incluye una entrada potencial en el negocio de la logística que el propio Japan Post ha significado que perseguiría después de la privatización. Los estudios también revelaron que las nuevas compañías están preparadas para obtener ganancias de oportunidades emergentes en el mercado. Además de la logística internacional, también hay securitización, préstamo de consumo, cuidado de la salud, entre otros.

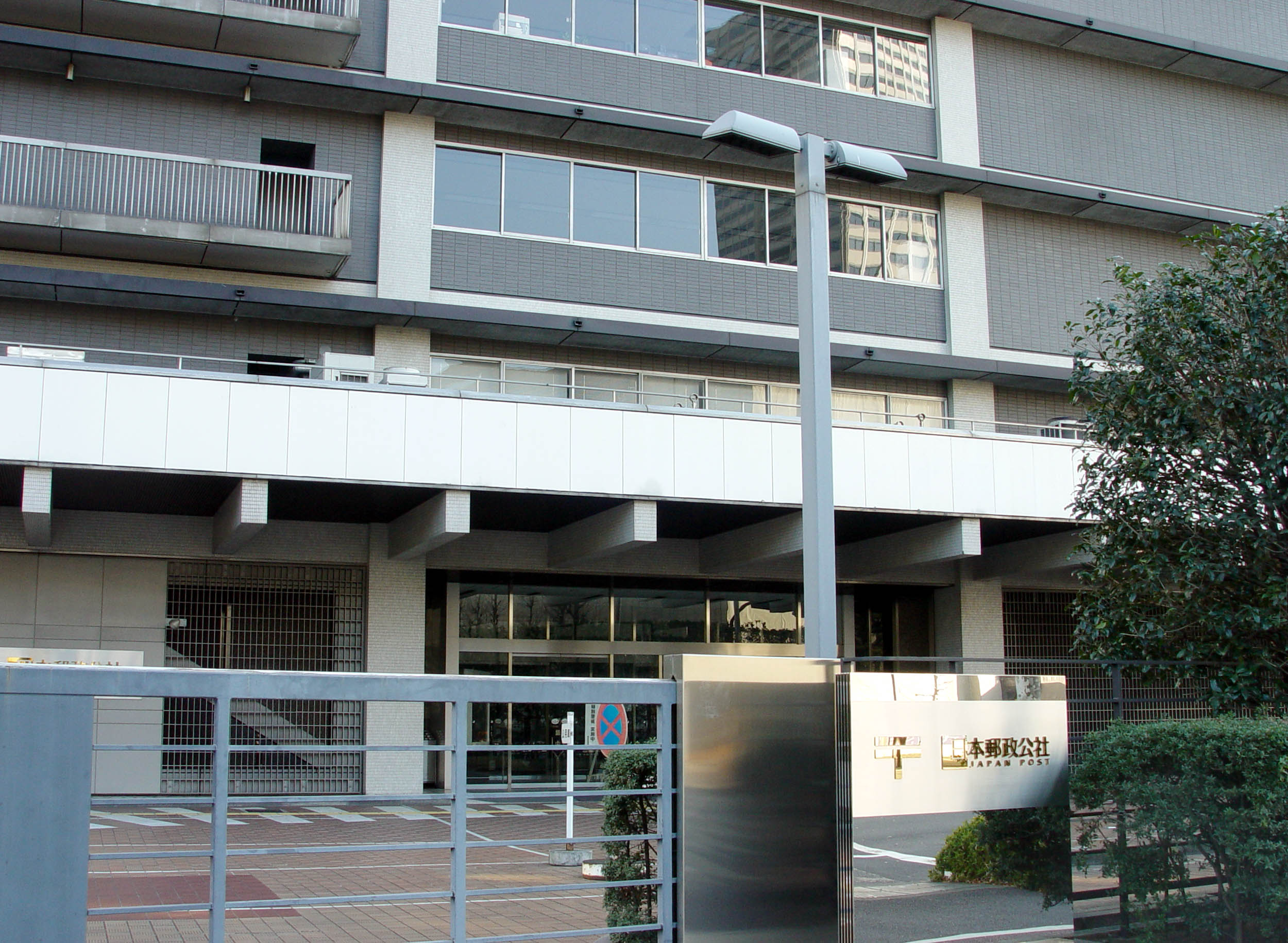
Edificio de Oficinas en Tokio.

### Tipos de oficinas de correos
En Japón existen dos tipos de oficina de correos, las que podríamos denominar oficinas estándar y las que se dedican además a la distribución de correo. Los centros de distribución son conocidos como 集配局 shūhaikyoku. La gran mayoría de oficinas de correos no realizar funciones de distribución, tareas desempeñadas únicamente por las oficinas de cierta entidad. Asimismo, los centros de distribución ofrecen un abanico más amplio de servicios para empresas que las oficinas de correos normales.

### Símbolo Postal
El símbolo utilizado en Japón para denominar una oficina de correos es una letra "T" con una línea encima 〒. Este símbolo se utiliza en los edificios de las oficinas de correos, en los buzones de correo y también a veces se incluye en cartas justo antes del código postal. Existen otras variantes de este símbolo, incluyendo una versión de la 〒 dentro de un círculo 〶 que es la simbología oficial del Instituto Geográfico del Japón para representar una oficina de correos en un mapa.